# Benjamin Blanco
Benjamin Juan Carlos Blanco Ferri (La Paz, Bolivia, 3 de febrero de 1980) es un político y diplomático boliviano, actual Subsecretario de Cooperación, Asistencia Técnica y Apoyo a los PMDER de la Asociación Latinoamericana de Integración (ALADI) desde el 5 de febrero de 2024. Anteriormente, fue viceministro de Comercio Exterior e Integración del Estado Plurinacional de Bolivia, embajador de Bolivia en Uruguay y representante de Bolivia ante ALADI y MERCOSUR.

## Educación y formación
Blanco posee una sólida formación académica en el área de relaciones internacionales y comercio internacional. Es máster en Negociaciones Comerciales Internacionales, máster en Administración de Empresas, y máster en Educación Superior. Además, es licenciado en Ingeniería de Sistemas y ha completado varios diplomados en desarrollo productivo, relaciones internacionales y tecnologías de la información.

## Carrera profesional

### Ministerio de Relaciones Exteriores de Bolivia
En su carrera en el Ministerio de Relaciones Exteriores de Bolivia, Blanco ha ocupado varios cargos de relevancia. Fue Viceministro de Comercio Exterior e Integración en dos ocasiones: del 6 de diciembre de 2018 al 10 de noviembre de 2019 bajo la presidencia de Evo Morales, y del 1 de diciembre de 2020 al 5 de febrero de 2024 bajo la presidencia de Luis Arce. Durante su gestión, lideró la promoción de productos bolivianos, la negociación de lotes de vacunas contra la COVID-19, y la campaña para la liberación de patentes de vacunas y medicamentos contra la COVID-19.

### Embajador en Uruguay y Representante Permanente ante ALADI y MERCOSUR
Blanco fue embajador de Bolivia en Uruguay y representante permanente de Bolivia ante ALADI y MERCOSUR desde el 1 de febrero de 2014 hasta el 31 de enero de 2018. En este cargo, impulsó la EXPOALADI 2017, lideró el proceso de adhesión de Bolivia al MERCOSUR, e inició el mecanismo de solución de controversias de ALADI contra Chile por supuestos incumplimientos a compromisos de libre tránsito.

### Subsecretario de Cooperación, Asistencia Técnica y Apoyo a los PMDER de ALADI
Desde el 5 de febrero de 2024, Blanco ocupa el cargo de Subsecretario de Cooperación, Asistencia Técnica y Apoyo a los PMDER de ALADI, designado mediante la Resolución del Comité de Representantes ALADI/CR/Resolución 484 del 1 de diciembre de 2023.

### Proyección del MERCOSUR
Blanco ha destacado la importancia geopolítica de Bolivia dentro del MERCOSUR, señalando que su país puede ofrecer una posición geográfica privilegiada que facilitará el acceso a nuevos mercados y mejorará la integración regional. Según él, esta proyección geopolítica beneficiará a toda la región al ampliar las oportunidades de comercio y cooperación internacional.

## Campaña para la liberación de patentes de vacunas COVID-19
Blanco ha sido un destacado defensor de la liberación de patentes para acelerar la vacunación masiva mundial contra la COVID-19. A través de un acuerdo con el fabricante canadiense de medicamentos inyectables, Biolyse Pharma, se acordó producir y exportar 15 millones de dosis utilizando una fórmula de vacuna patentada. Esta iniciativa recibió apoyo significativo tanto en Bolivia como en Canadá, incluyendo la formalización de una petición al Parlamento Canadiense respaldada por 4500 firmas.

## Reconocimientos
En 2021, Blanco fue reconocido como uno de los diez protagonistas del año en Bolivia por su destacada labor en la gestión de vacunas contra la COVID-19 y su papel en las relaciones internacionales del país.

## Publicaciones
- Adhesión de Bolivia al MERCOSUR – participación de Bolivia en los procesos de integración.
- Quinua andina, un futuro sembrado hace miles de años.
- Quinua, una respuesta al hambre y al cambio climático.
- Andean Royal Quinoa, the Golden Grain from The Andes.
- Bolivia: La Voz de los Pueblos en la Lucha Contra el Cambio Climático.
- Conferencia Mundial de los Pueblos sobre el Cambio Climático y los Derechos de la Madre Tierra.
- La Voz de los Pueblos en Defensa de la Vida y la Madre Tierra.